# Городские Горки
Городски́е Го́рки — микрорайон в Мотовилихинском районе города Перми. История микрорайона и поселений, существовавших на его территории, связана с возникновением Перми в XVIII в., с объединением Перми и Мотовилихи в единый город в 1920—1930-х годах и с развитием города в 1950—1960-х годах.
Название Городские Горки впервые встречается в изданной в 1913 году книге В. С. Верхоланцева, где он упомянул о застроенной в 1880-х годах «на левом высоком и крутом берегу Камы» (в черте города) деревне с народным наименованием Городские Горки. Вместе с тем на планах города Перми такое название появилось позднее, на плане 1926 года. Более раннее поселение в этих местах, но первоначально за границей города, именовалось деревней Горки. Наименование Городские Горки стало официальным после включения деревни в состав города Перми в 1918 году.

## География
Границы микрорайона: русло Егошихи до Парковой улицы (до старого моста через Егошиху), подножие Красной (Егошихинской) горы с выходом (примерно в створе бульвара Гагарина) к железной дороге, но не доходя до неё, далее вдоль неё до створа ул. Вагановых и по ней до Уральской улицы, ул. Тургенева, ул. КИМ, ул. Халтурина, река Ива, река Уинка, Уинская улица, Пушкарская улица, ул. Старцева, граница с Южным кладбищем, далее по бровке Егошихинского лога с последующим снижением к руслу Егошихи. Есть другая версия границ микрорайона.
Площадь микрорайона 5,26 км².

## История
По сведениям исследователя-краеведа Б. П. Кириллова, «некогда в IX веке в устье речки Ягошихи на высоком берегу, на месте нынешней улицы Красновишерской, располагалось древнее городище ломоватовской и родановской культур — предков нынешних коми-пермяков. В археологии этот памятник известен под названием „Пермская вышка“. Просуществовало оно до XV в.». Упомянутый Кирилловым «высокий берег» на исторических планах Перми имеет название Красная гора, в источниках также встречается название Егошихинская гора:294.

### XVIII—XIX вв.

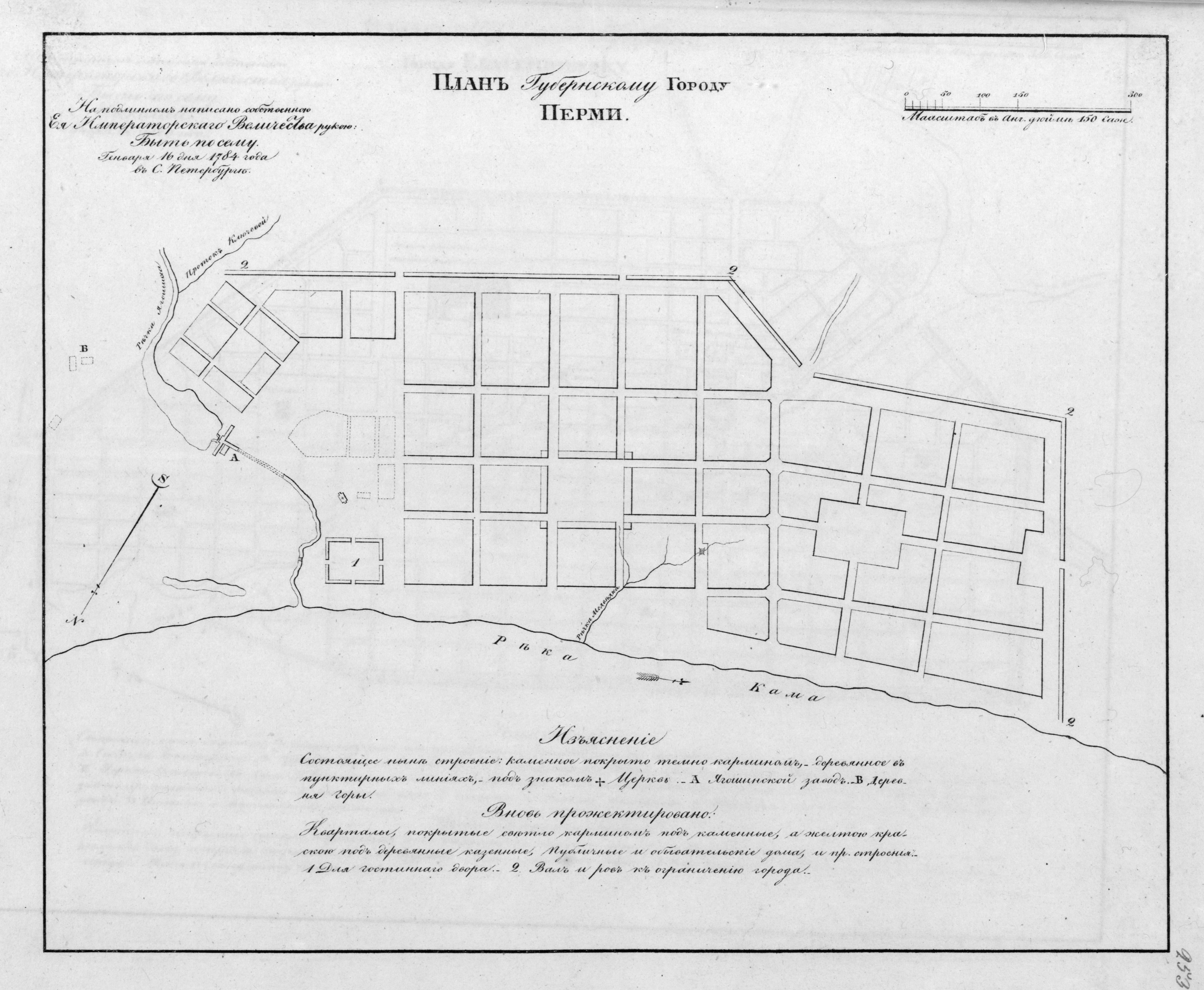
План Перми 1784 года

Встречается утверждение, что в переписной книге воеводы Прокопия Елизарова 1647 года содержатся сведения о деревне Горы. Однако в двух записях, относящихся к владениям разных представителей рода Строгановых, упоминался только «починок на реке Каме и речке Егошихе». Впоследствии из починка выросла деревня, получившая в 1680-х годах название Егошиха — точное расположение её не известно.
На плане Перми 1784 года деревня Горы обозначена за городскими строениями, за речкой Егошихой, примерно напротив места, где в неё впадает «проток Ключевой». А. А. Дмитриев в своих очерках цитировал летопись священника Петропавловского собора Гавриила Сапожникова (1759—1808), где говорилось о «деревне, называемой Горы, которая стоит за речкой Ягошихой, от устья ея в одной версте с половиной, над рекою Камой», и о существовании этой деревни ещё до построения Егошихинского завода в 1723 году. Летопись Сапожникова также повествует, что крестьяне деревни по причине явления одному из них святого великомученика Евстафия поставили на дороге, ведущей в гору, на расстоянии одной версты от речки Ягошихи столб с образом великомученика и каждый год на 20 сентября к этому образу собирались «окружные поселяне». После построения при заводе церкви (впоследствии Петропавловский собор) в неё были перенесены образ великомученика и традиция празднования:11—12.
На плане Перми 1800 года на правом берегу Егошихи обозначены ещё две деревни: Ермолина, которая располагалась чуть выше по течению Егошихи и выше по склону лога от деревни Горы (в районе будущего стыка Северной дамбы с Уральской улицей), и Суханова (Суханки) — в районе будущей остановки транспорта «Пермская ярмарка». На Красной горе, обозначенной на плане Перми 1822 года, пока нет никаких построек. За Егошихой (за Егошихинским прудом) показаны две постройки с надписью «высел», находящиеся за границей города, и одна — с надписью «выселок, принадлежащий к городу».

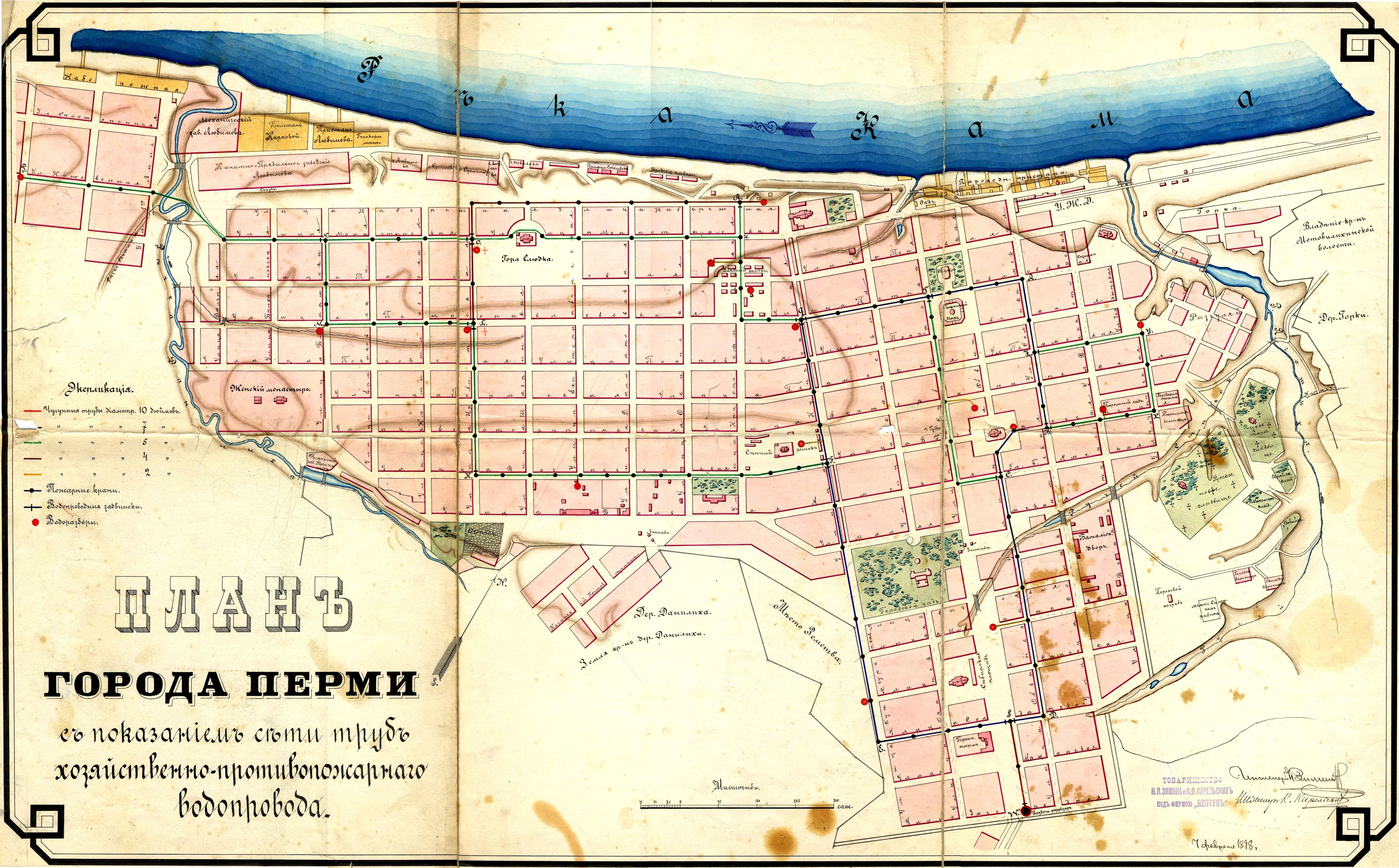
Поселение Горка на плане Перми 1898 года

В описании событий 1882 года Дмитриев отмечал: «За речкой Егошихой, на высокой горе, параллельно р. Каме, постепенно устраивается новое поселение, именуемое народом Горками, соименно с соседней старинной деревней. Жители — городские рабочие и крестьяне»:324. В. С. Верхоланцев в изданной в 1913 году книге о более позднем периоде истории Перми называл поселение на высоком крутом берегу Камы деревней Городские Горки, в которой жили в основном мастеровые Мотовилихинского завода. Восточная граница поселения была в районе будущего бульвара Гагарина (дом № 15).
На плане Перми 1893 года на Красной горе в границах города обозначено поселение под названием Горка, а деревня за Егошихой, на территории владения крестьян Мотовилихинской волости, имеет название Горки — это название появилось до 1870 года, когда соединились две разросшиеся деревни: Горы и Ермолина. Через деревню Горки проходил Соликамский почтовый тракт. Дорога из города шла вдоль ручья Стикс.

### XX—XXI вв.
На плане Перми 1908 года поселение на Красной горе, в черте города, показано без названия, а деревня Горки значительно разрослась, оставаясь за границей города, и появился ряд строений вблизи неё с южной стороны, но находящихся в городской черте. В «Списках населённых мест Пермской губернии» начала XX в. деревня имеет название Большие Горки, в народе именовалась Городские Горки — за близкое расположение к городу, в отличие от деревни Малые Горки, именуемой в народе Заводскими, Крестьянскими или Мотовилихинскими Горками:293—294.
На плане Перми 1917 года поселение на Красной горе имеет название Горки, а деревня Горки названа деревней Ермилина — она и деревня Суханки расположены на территории «надела крестьян Горинского сельского общества Верхне-Муллинской волости». В 1918—1919 годах деревня Горки (Ермилина) была в составе Перми (с этого момента наименование Городские Горки стало официальным:294). В период административных преобразований Мотовилихи (1920—1938) деревни Горки и Суханки были в составе Перми в 1924—1930 годах.
В 1925 году по проекту инженера Н. Г. Слаутина был сооружён дерево-металлический мост через Егошиху, по которому в 1926 году открылось движение по первому в городе автобусному маршруту «Пермь II — Мотовилиха», а в 1929 году пошли первые трамваи. Таким образом в 1925 году между Пермью и Мотовилихой был введён в эксплуатацию Октябрьский тракт, имевший твёрдое покрытие. В долине Егошихи он спрямил длинный подъём с серпантинами по деревне Ермолина. На плане Перми 1926 года поселение на Красной горе и деревня Горки объединены под общим названием «деревня Городские Горки» — в 1920-х годах она являлась как бы продолжением города, даже одну из её улиц (на Красной горе) стали называть Коммунистической, так как она продолжала собой городскую улицу с тем же названием.
В 1928 году исполнительный комитет Пермского округа принял решение о постройке в Перми аэродрома, а в качестве подходящей площадки был выбран район Городских Горок (деревня Суханки). Аэродром строился в 1928—1933 годах, в 1939 году введён в строй аэровокзал аэропорта Молотов. В 1940 году здесь был сформирован 207-й Пермский авиаотряд и открыта первая регулярная воздушная линия Молотов — Свердловск. Лётное поле с одной стороны почти доходило до нынешней улицы Лебедева, а с другой стороны упиралось в поле и сосновый лес. Аэропорт Молотов прекратил работу в 1950-х годах, когда был открыт аэропорт Бахаревка.
После окончательного вхождения Мотовилихи в состав Перми в 1938 году, согласно комплексному проекту планировки Перми (разработанному в 1928—1929 годах) Городские Горки должны были стать центром объединённого города. Как писала газета «Звезда» 11 августа 1937 года, «нет сомнения, что в недалёком будущем возникнет необходимость в строительстве крупных зданий административно-общественных организаций города. Это будут Дом городского совета, Дом партийных организаций, Дом печати, Дом Красной Армии, Дом техники и проч. Чрезвычайно выгодным для осуществления этого строительства является территория на Городских Горках у берега Камы». Реализации плана помешала Великая Отечественная война.
Некоторые вехи в истории застройки микрорайона:
- 1952 — официально открылся большой пермский трамплин в Егошихинском логу, появилась улица Крупской[38].
- 1958 — возникает улица Дружбы, соединившая бульвар Гагарина и площадь Дружбы с улицей Комсомольская (с 1963 года ул. Тургенева), построена 180-метровая телебашня по проекту 3803 KM, началось регулярное телевещание.
- 1959 — открылись для движения через Егошихинский лог Северная и Южная дамбы.
- 1960 — возведено новое здание Пермского речного училища.
- 1962 — на Студенческой улице построена первая в Перми «хрущёвка».
- 1964 — введён в эксплуатацию издательско-полиграфический комплекс «Звезда».
- 1966 — в новое, специально построенное здание на Студенческой улице переезжает Государственный архив Пермский области.
- 1967 — на улице Патриса Лумумбы построен первый в городе 9-этажный дом[39].
- 1968 — открылся Пермский планетарий.
- 1970 — возведено здание цирка.
- 1985 — на площади Дружбы (ул. Крупской, 42) построен первый в Перми 16-этажный жилой комплекс с книжным магазином.
- 2003 — построен мостовой переход через Егошихинский лог («Средняя дамба»), на территории междугородной телефонной станции смонтирована 180-метровая башенно-антенная опора — вторая после Самары башня в мире принципиально новой конструкции.
- 2008 — микрорайон Городские Горки соединился прямой трассой с микрорайоном Балатово[40].